# Ledis Balceiro
Ledis Frank Balceiro Pajón (* 18. April 1975 in Matanzas) ist ein ehemaliger kubanischer Kanute.

## Erfolge
Ledis Balceiro nahm zweimal an Olympischen Spielen teil. Bei seinem Olympiadebüt im Jahr 2000 in Sydney startete er im Einer-Canadier in zwei Rennen und erreichte in beiden das Finale. Auf der 500-Meter-Strecke qualifizierte er sich in den Vorläufen direkt für den Endlauf, den er auf dem sechsten Platz beendete. Über 1000 Meter gewann Balceiro seinen Vorlauf, während er sich im Finale Andreas Dittmer geschlagen geben musste. In 3:56,071 Minuten erreichte er 1,7 Sekunden hinter Dittmer, aber 0,4 Sekunden vor dem drittplatzierten Kanadier Steve Giles die Ziellinie.
Bei den Olympischen Spielen 2004 in Athen gehörte Balceiro neben Ibrahim Rojas zum kubanischen Aufgebot im Zweier-Canadier. Auf der 1000-Meter-Strecke gelang ihnen als Zweite ihres Vorlaufs die direkte Qualifikation für den Endlauf. Im Finale kamen sie in einer Zeit von 3:50,346 Minuten allerdings nicht über den achten und vorletzten Platz hinaus. Besser lief es für Balceiro und Rojas über 500 Meter. Sie belegten den zweiten Platz ihres Vorlaufs und wiederholten diesen Erfolg auch im Finale. Die beiden überquerten nach 1:40,350 Minuten als Zweite die Ziellinie, womit sie die Silbermedaille gewannen. Die Chinesen Meng Guanliang und Yang Wenjun waren nur 72 Tausendstel Sekunden schneller gewesen als die Kubaner, hinter ihnen folgten Alexander Kostoglod und Alexander Kowaljow aus Russland mit 0,26 Sekunden Rückstand.
Zwischen den Spielen waren Balceiro und Rojas bei Weltmeisterschaften sehr erfolgreich gewesen. 2002 sicherten sie sich in Sevilla im Zweier-Canadier jeweils den Titelgewinn auf der 200-Meter- und der 500-Meter-Distanz, außerdem gewannen sie über 1000 Meter Bronze. Ein Jahr darauf belegten sie bei den Weltmeisterschaften in Gainesville über 500 Meter den dritten Platz.
Weitere Medaillengewinne gelangen Balceiro bei Panamerikanischen Spielen. In Mar del Plata gewann er 1995 im Einer-Canadier über 1000 Meter die Goldmedaille, 1999 folgten in Winnipeg in dieser Disziplin der Gewinn der Silbermedaille sowie eine weitere Goldmedaille auf der 500-Meter-Strecke. Bei den Panamerikanischen Spielen 2003 in Santo Domingo sicherte sich Balceiro im Zweier-Canadier sowohl über 500 Meter als auch über 1000 Meter jeweils eine weitere Goldmedaille.